# Rastrelliger brachysoma
Rastrelliger brachysoma е вид бодлоперка от семейство Scombridae.

## Разпространение и местообитание
Този вид е разпространен в Американска Самоа, Бруней, Вануату, Виетнам, Индия, Индонезия, Камбоджа, Малайзия, Мианмар, Палау, Папуа Нова Гвинея, Самоа, Сингапур, Соломонови острови, Тайланд, Фиджи и Филипини.
Обитава полусолени водоеми, океани и морета. Среща се на дълбочина от 15 до 200 m, при температура на водата от 26,9 до 28,1 °C и соленост 32 – 34,3 ‰.

## Описание
На дължина достигат до 34,5 cm.
Продължителността им на живот е около 4 години.